# Боршграв, Изабель де
Изабе́ль де Боршгра́в (фр. Isabelle de Borchgrave; 10 апреля 1946, Эттербек, Брабант, Бельгия — 17 октября 2024, Иксель) — бельгийская художница и скульптор, известная своей красочной живописью, а также работами в стиле тромплей и раскрашенными бумажными скульптурами.

## Биография
Изабель родилась в Эттербеке в 1946 году. Её мать работала в области пиара, а отец предпочитал богемный образ жизни и практически никогда не работал. Уже в детстве она увлеклась рисованием. Цветные карандаши были её первыми игрушками, и она разрисовала ими стены и пол своей комнаты. В 14 лет Изабель поступила в художественную школу Centre des Arts Décoratifs, где училась в 1960—1963 годах, затем продолжила обучение в Королевской академии изящных искусств в Брюсселе (1963—1967), где получила академическое художественное образование.
По окончании академии некоторое время работала в области рекламы, затем решила попробовать себя в качестве модельера и дизайнера интерьеров. Впоследствии открыла собственную мастерскую, где занималась дизайном одежды, ювелирных украшений, аксессуаров и, в особенности, тканей.
В 1994 году, после посещения Музея Метрополитен в Нью-Йорке, под впечатлением от картин старых мастеров, Изабель де Боршграв решила создавать коллекции раскрашенных бумажных скульптур-обманок. Первой из них стала Papiers à la Mode, созданная в сотрудничестве с канадской художницей по костюмам Ритой Браун. В 1999 году Papiers à la Mode была представлена в Мюлузе (Франция), в Musée de l’Impression sur Etoffes. Инсталляция состояла из фигур в человеческий рост в бумажных нарядах времён Марии-Антуанетты, императрицы Евгении и в кафтанах эпохи Отоманской империи. Газета New York Times назвала эту персональную выставку Изабель «просто прелестью».
Затем последовали коллекции «Мариано Фортуни», где де Боршграв пыталась воссоздать мир Венеции XIX века и «Медичи», посвящённая костюму флорентийских вельмож эпохи ренессанса. «Бумажный мир: встреча Изабель де Боршграв с Мариано Фортуни» была впервые представлена в 2008 году в музее Фортуни (Венеция). Разместившись на трёх этажах старинного палаццо, выставка включала в себя версии знаменитого платья Фортуни Delphos, разнообразные костюмы, обувь и аксессуары, а также театральные декорации, ковры, подушки, восточный шатёр, сабли и лютню, выполненные из бумаги. В том же 2008 году в Турине, во дворце Reggia di Venaria Reale, прошла выставка, посвященная савойской династии и историческим событиям, связанным с этим королевским дворцом. Коллекция охватывала период с середины XVI века и до наполеоновского нашествия. Барочную атмосферу создавали бумажная скульптура де Боршграв и инсталляции режиссёра Питера Гринуэя.
Другая коллекция, Ballets Russes — дань уважения Пикассо, Матиссу и Баксту, сотрудничавших с «Русскими сезонами» Дягилева.
В 2011 году в Legion of Honor Museum (Сан-Франциско) открылась выставка Pulp Fashion: The Art of Isabelle de Borchgrave состоящая, по словам куратора выставки, из «шедевров тромплёя». «Чистой поэзией» назвал инсталляцию директор музея Джон Бьюкенан в интервью газете San Francisco Chronicle
Обширный цикл бумажных костюмов Боршграв охватывает несколько веков истории моды, начиная с английской королевы Елизаветы и заканчивая Коко Шанель. Все платья и дополняющие их головные уборы, туфли, украшения и прочие аксессуары выполняются из бумаги и раскрашиваются акварелью, гуашью и масляными красками.
По заказу модельера Джона Гальяно Изабель выполнила огромные бумажные цветы для коллекции модного дома Christian Dior. Также ею была сделана бумажная вуаль, которую Аннмари ван Визел надела на церемонию своего бракосочетания с принцем Карлом Бурбон-Парма. В 2004 году де Боршграв создала бумажное платье по заказу бельгийской королевы Фабиолы, которое та надела на свадьбу наследника испанского престола, принца Фелипе Астурийского.
Произведения Изабель де Боршграв находится в коллекциях по всему миру, она создавала бумажную скульптуру по заказу различных музеев. Так, для музея-заповедника «Царское Село» было сделано платье императрицы Елизаветы Петровны, а для Библиотеки им. Джона Кеннеди в Бостоне — свадебное платье Жаклин Кеннеди: «Оно было хрупким и пыльным, и завернутым в чёрную обёрточную бумагу», — рассказала де Боршграв английской Daily Telegraph, — «подлинник был мёртв, а бумажное платье дало оригиналу новую жизнь».

### Личная жизнь
В 1975 году Изабель вышла замуж за графа Вернера де Боршграв д’Алтена и получила титул, став графиней Изабель де Боршграв д’Алтена. Супруги живут в Брюсселе, у них двое детей: сын Николас и дочь Паулина.
Умерла 18 октября 2024 года в возрасте 78 лет.

## Фильмография
- 1975 — «Я родился в Венеции» Мориса Бежара — художница по костюмам

## Выставки (1998—2011)
Papiers à la Mode
1998 — Musée de l’Impression sur Etoffes, Мюлуз, Франция
1999 — Музей изобразительных искусств, Бостон, Museum at the Fashion Institute of Technology, Нью-Йорк
2000 — Музей Виктории и Альберта, Лондон, Flanders Fashion Institute, Антверпен
2002 — Королевский музей Онтарио, Торонто, Kushiro Art Museum, Хоккайдо, Daimaru Museum, Осака
2004 — Sadberk Hanım Museum, Стамбул
2005 — Дворец великих герцогов, Люксембург
2007 — Mode Natie Museum, Антверпен
2008 — Fundação Armando Alvares Penteado, Сан-Паулу
Mariano Fortuny
2008 — Un mondo di carta — Isabelle de Borchgrave incontra Mariano Fortuny, Музей Фортуни, Венеция
2008 — Rêves de Papier — Isabelle de Borchgrave interprète Mariano Fortuny, Музей текстиля, Лион
Медичи
2009 Medici — Il sogno ritorna, Палаццо Медичи-Риккарди, Флоренция
2010 — I Medici, Королевские музеи изящных искусств, Брюссель
Прочие выставки
2007
Decorative Arts of the Kings — High Museum of Art, Атланта
RRRIPP!! Paper Fashion — Benaki Museum, Афины
2009
Art and Illusions: Masterpieces of Trompe l’Oeil From Antiquity to the Present Day — Палаццо Строцци, Флоренция
2010
Shoe, Shoe…Shoes — музей Изегема, Бельгия
«Vivat, Елисавет» — Государственный музей-заповедник Царское Село, Санкт-Петербург
Extending the Runway: стиль Татьяны Сорокко — Художественный музей Финикса, Финикс
2011
Pulp Fashion — California Palace of the Legion of Honor, Сан-Франциско.
Pour Rire! Daumier, Gavarni, Rops — Félicien Rops Museum, Намур